# Konrad Wasielewski
Konrad Henryk Wasielewski, né le 19 décembre 1984 à Szczecin, est un rameur polonais, champion olympique, et multiple champion du monde, en quatre de couple.

## Biographie
Avec Marek Kolbowicz, Adam Korol et Michał Jeliński, ils ont formé un équipage de quatre de couple, qui a glané le titre olympique, à Athènes en 2008, ainsi que quatre titres mondiaux (2005, 2006, 2007 et 2009).
Pour ses performances sportives, il reçoit la croix de Chevalier (2008) de l'Ordre Polonia Restituta.

## Palmarès

### Jeux olympiques
en quatre de couple
- 2008 , 1e place avec Marek Kolbowicz, Adam Korol et Michał Jeliński.
- 2012 6e en quatre de couple.

### Championnats du monde
en quatre de couple, avec Marek Kolbowicz, Adam Korol et Michał Jeliński.
- 2005 , 1re place
- 2006 , 1re place
- 2007 , 1re place
- 2009 , 1re place

### Championnats d'Europe
en quatre de couple, avec Marek Kolbowicz, Adam Korol et Michał Jeliński.
- 2010 , 1re place

en quatre de couple, avec Wiktor Chabel, Kamil Zajkowski et Piotr Licznerski.
- 2011 , 3e place

### Championnats de Pologne
en deux de couple
- 2005 , 1re place
- 2006 , 1re place
- 2007 , 1re place